# Ocypteromima orientalis
Ocypteromima orientalis är en tvåvingeart som först beskrevs av Townsend 1928.  Ocypteromima orientalis ingår i släktet Ocypteromima och familjen parasitflugor. Inga underarter finns listade i Catalogue of Life.